# Carbonat d'estronci
El carbonat d'estronci és una sal que té l'aparença d'una pols gris o blanca que té fórmula {\displaystyle {\ce {SrCO3}}} i es produeix a la natura com el mineral estroncianita.

## Preparació
El carbonat d'estronci es troba en la naturalesa com un mineral: l'estroncianita. A part de la presència natural com un mineral, és preparat sintèticament només en una de les dues maneres que hi ha per preparar-lo. Principalment està format passant naturalment per celestina, també coneguda com a sulfat d'estronci ({\displaystyle {\ce {SrSO4}}}) o mitjançant l'ús de sals solubles d'estronci mitjançant la reacció en solució amb una sal de carbonat soluble (generalment carbonats de sodi o d'amoni). Per exemple, s'ha usat carbonat de sodi en solució amb nitrat d'estronci:
{\displaystyle {\ce {Sr(NO3)2(aq) + Na2CO3(aq) -> SrCO3(s) + 2NaNO3(aq)}}}

## Propietats químiques
El carbonat d'estronci és una pols blanca, inodora i insípida. És feble i reacciona amb àcids, ja que és un carbonat. És insoluble en l'aigua però la solubilitat s'incrementa significativament si l'aigua està saturada amb diòxid de carboni. En canvi, és soluble en àcids diluïts.
Els cianobacteris, calothrix, synechococcus i gloeocapsa, poden fer precipitar el carbonat d'estronci en aigües subterrànies. L'estronci existeix com estroncianita en solució sòlida dins de l'hoste calcita amb el contingut d'estronci de fins a un 1%.

## Usos

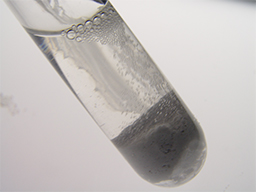
L'àcid nítric reacciona amb carbonat d'estronci per formar nitrat d'estronci.

S'empra com a material de partida per a la preparació de la majoria dels altres compostos d'estronci. A més, s'utilitza en els televisors en color per a l'absorció dels raigs X i la pirotècnia per proporcionar un color vermell intens als focs artificials. El zinc que s'utilitza en l'electròlisi industrial es neteja amb un carbonat d'estronci.
El seu ús més comú és el d'un colorant de baix cost per a focs artificials, gràcies a la seva capacitat per neutralitzar àcids, el qual ho fa molt útil en la pirotècnia.
Una altra aplicació similar és utilitzada en les bengales.
L'estronci i les seves sals emeten un color vermell brillant en la seva flama. A diferència d'altres sals d'estronci, la sal de carbonat és generalment preferida per al seu cost i el fet que no és higroscòpica.
També s'utilitza per a aplicacions electròniques, com per a la fabricació de televisors, per absorbir els electrons resultants del càtode.
S'utilitza en la preparació de vidre iridescent, pintures lluminoses, òxid o sals d'estronci i sucres refinats i certs medicaments.
És àmpliament utilitzat en la indústria de la ceràmica com a ingredient d'esmalts cristal·lins. Serveix com un flux de treball i també modifica el color de certs òxids metàl·lics. Té unes propietats similars a Carbonat de Bari.
També s'utilitza en la fabricació ferrites d'estronci per imants permanents, que s'utilitzen en altaveus i als imants de portes.
El carbonat d'estronci s'utilitza també per fer alguns superconductors com BSCCO i també per als materials electroluminescents on primer es calcina en SrO i després es mescla amb sofre per fer SrS:x on x normalment és europi. Aquest és el famós fòsfor "blau/verd" que és sensible a la freqüència i canvia de verd llima a blau. Altres dopants, com el gal·li o l'itri, també es poden utilitzar per obtenir una resplendor groga / taronja al seu lloc.
A causa del seu estat com una base de Lewis feble, el carbonat d'estronci pot utilitzar-se per produir molts compostos d'estronci diferents pel simple ús de l'àcid corresponent.
En el passat, es va utilitzar també en el tractament de l'esquizofrènia.

## Solubilitat
El carbonat d'estronci és soluble en clorur d'amoni i lleugerament soluble en amoníac. En canvi, és insoluble en l'aigua.